# 假面騎士Beyond Generations
《假面騎士Beyond Generations》（日语：仮面ライダー ビヨンド・ジェネレーションズ），是日本特攝節目《假面騎士REVICE》和《假面騎士聖刃》聯動劇場版，日本於2021年12月17日上映。口號為「跨越時代，百年一度的＜變身＞」、「未來，來襲。」。

## 本作特色
- 本作繼《假面騎士聖刃 + 機界戰隊全界者 超級英雄戰記》後，第二部紀念《假面騎士系列》誕生50週年的劇場版作品。
- 本作為「假面騎士Generations」系列的第5彈，亦是系列作的最後一部作品。
- 本作繼《真假面騎士 序章》、《假面騎士ZO》、《劇場版 假面騎士Agito Project G4》、《劇場版 假面騎士KABUTO God Speed Love》、《OOO·電王·All Riders Let's Go 假面騎士》、《劇場版 假面騎士OOO WONDERFUL 將軍與21枚核心硬幣》、《假面騎士×假面騎士 Fourze & OOO MOVIE大戰MEGA MAX》、《假面騎士1號》、《劇場版 假面騎士Ghost 100個眼魂與Ghost命運的瞬間》、《假面騎士平成Generations Dr.Pac-Man對EX-AID&Ghost with 傳說騎士》以及《假面騎士聖刃 + 機界戰隊全開者 超級英雄戰記》後，東映第12部為紀念《假面騎士系列》誕生的電影作品。
- 本作繼《假面騎士聖刃 + 機界戰隊全開者 超級英雄戰記》之後令和假面騎士與昭和假面騎士第二次聯動。
- 本作繼《劇場版 再見，假面騎士電王 Final Countdown》、《假面騎士×假面騎士 Fourze & OOO MOVIE大戰MEGA MAX》、《劇場版 假面騎士Drive Surprise Future》後，再次出現於劇場版登場的未来假面騎士。
- 本作繼《假面騎士×假面騎士 Fourze & OOO MOVIE大戰 MEGA MAX》《劇場短篇 假面騎士聖刃 不死鳥之劍士與破滅之書》後，第三次出現於劇場版登場的限定騎士型態，於後續的TV本篇再度登場。
- 《假面騎士聖刃》中的假面騎士Calibur一角，首次於劇場版中登場[注 1]。
- 《假面騎士REVICE》TV本篇的「陽炎 / 假面騎士EVIL」一角和「拉弗科芙」一角沒有登場。
- 本作的父子關係是以逆轉的方式演出[注 2][6]。
- 本作繼《假面騎士W》及《劇場版 假面騎士Build Be The One》後第三次出現由二人共同变身成一體的假面騎士。
- 本作中登場的假面騎士1號/本鄉猛一角並非由藤岡弘本人飾演，而是改由其子藤岡真威人接棒飾演[7]。
- 本作登場的限定騎士「假面騎士CENTURY」[8]外觀樣貌設計及腰帶名稱的命名方式，皆都参考了前作《假面騎士令和The First Generation》中登場的「假面騎士1型」的外觀風格來做修改。
- 本作繼《假面騎士×假面騎士 W & Decade MOVIE大戰2010》《假面騎士×假面騎士 OOO & W feat. Skull MOVIE大戰 Core》《劇場版 假面騎士Ghost 100個眼魂與Ghost命運的瞬間》《劇場版 假面騎士EX-AID True·Ending》《假面騎士令和The First Generation》後第六次出現於劇場版登場身份為父親類型的假面騎士。
- 本作繼《劇場版 假面騎士Drive Surprise Future》後，再次出現「讓大家猜猜幕後黑手是何人」的安排法[注 3]。
- 本作繼《假面騎士×假面騎士 OOO & W feat. Skull MOVIE大戰 Core》、《假面騎士×假面騎士 Wizard & Fourze MOVIE大戰Ultimatum》、《假面騎士×假面騎士 Drive & 鎧武 MOVIE大戰 Full Throttle》、《假面騎士×假面騎士 Ghost & Drive 超MOVIE大戰 Genesis》、《假面騎士平成Generations FINAL Build & EX-AID with 傳說騎士》和《假面騎士令和The First Generation》後，TV本篇最初登場的惡役組織幹部[注 4]，再次在聯動劇場版中登場，並漸漸構成每兩年惡役組織初幹部登場於聯動劇場版的形式。
- 本作的時間點位於《假面騎士REVICE》本篇第13~14話之間[注 5][9]。

## 故事概要
從2071年的未來來到現代的假面騎士CENTURY。
從1971年的過去來到現代的謎之科學家。
以2021年為舞台，跨越三個時代的戰鬥，這是個撼動半個世紀的假面騎士歷史，超越（BEYOND）一切，無法預測的故事。
某日撿拾到自家澡堂舊票卷的一輝，將其交付給擁有人百瀨秀夫的途中，遭遇到強大的敵人來襲！
一輝與其體內的惡魔 - 拜斯，與因危機而出現的飛羽真，卻因此對立。
然而這從2071年的未來突然出現的假面騎士CENTURY，在受到攻擊的餘波中撤退。
他到底是誰？
為何，要襲擊假面騎士們呢？...
掌握這故事的謎之研究者·百瀨龍之介即將揭露，假面騎士史上最大的秘密！

## 故事背景＆本作用語
歷史創造者
原文：
意指最初代的假面騎士 - 假面騎士1號。
歷史連繫者
原文：
意指近代（本作播放時間點）的假面騎士 - 假面騎士聖刃和假面騎士REVICE（人類與惡魔）。
歷史的全知者
原文：
意指未來的契約者兼假面騎士 - 本作中登場的假面騎士CENTURY。
1971年
原文：
假面騎士1號所在的時間點，為秘密組織修卡到處犯罪的時代。
2021年
原文：
假面騎士聖刃和假面騎士REVICE（人類與惡魔）所在的時間點，為惡魔崇拜組織死亡之徒出沒的時代。
2071年
原文：
本作中登場的假面騎士 - 假面騎士CENTURY所在的時間點，為人類被惡魔支配的時代。
該時段的人類全淪爲無數下級基夫的奴隸，終生脫離不了其魔掌。
迪亞布羅印章
原文： / 
於1971年（50年前）在中南美洲的另一個遺跡中由修卡所發現的謎之紅色印章，與TV本篇的基夫印章是成對的存在，印章底部顏色呈紅，且圖形更加詭異，還可蓋在任何人或惡魔的手背上，作爲對其的效忠。
雖然可透過此印章與體內潛藏的惡魔迪亞布羅訂下契約，但由於初次蓋在實驗對象百瀨龍之介身上時，迪亞布羅被釋放出來時的力量過強，而讓修卡聞風喪膽，因此立即將其二次封印，直到2021年（50年後）由死亡之徒的首領阿奎萊拉將其解封。
克里斯帕
原文： / 
本作原創怪人，迪亞布羅將收錄歷史偉人基因情報的克里斯帕印章蓋印自己身上後所孕育出的惡魔。
外觀為相應歷史偉人的惡魔化，但與TV本篇的死囚不同的是，它具備語言能力和思維能力。
最後被十聖刃、CENTURY和REVICE四人徹底消滅。
名稱由來：CRISPR
克里斯帕印章
原文： / 
蘊含著歷史偉人基因情報的的印章型道具，也是本作登場道具。
雖然與罪惡印章不同的是，其外形是對應怪人克里斯帕的形象圖案，但使用方式和罪惡印章一樣，能讓人類體內潛藏的惡魔分離並實體化。
最後被假面騎士CENTURY以騎士拳徹底破壞，間接使迪亞布羅陷入絕境。
惡魔騎士軍團
原文： / 
出現於2071年的邪惡假面騎士們，外表與以前的假面騎士相同，但真實身分皆為迪亞布羅孕育出的惡魔。
起初力占克隆騎士們的上風，一度將其逼入絕境，但在假面騎士CENTURY正式完成地變身后，惡魔騎士軍團瞬間被消滅。
| 變身者 | 變身的惡魔騎士   |
| ------ | ---------------- |
| 惡魔群 | 修卡騎士1號      |
| 惡魔群 | 修卡騎士2號      |
| 惡魔群 | 假面騎士王蛇     |
| 惡魔群 | 假面騎士Eternal  |
| 惡魔群 | 假面騎士Sorcerer |
| 惡魔群 | 假面騎士Duke     |
| 惡魔群 | 假面騎士4號      |
| 惡魔群 | 假面騎士Barlckxs |

克隆騎士
原文： / 
喬治·狩崎經歷50年的研究後所開發的培育系統，為假面騎士的遺傳基因數據化，后裝進培養皿進行培育而成。
來到2071年世界的飛羽真、倫太郎、尤里、拜斯、大二、櫻的精神體和裝甲融合後與惡魔騎士軍團戰鬥。
| 變身者 | 變身的克隆騎士                                |
| ------ | --------------------------------------------- |
| 飛羽真 | 假面騎士Accel、假面騎士Super 1、假面騎士新1號 |
| 倫太郎 | 假面騎士Blade、假面騎士ZO、假面騎士空我       |
| 尤里   | 假面騎士EX-AID 無敵玩家、假面騎士             |
| 拜斯   | 假面騎士BLACK RX、假面騎士Fourze、假面騎士    |
| 大二   | 假面騎士夜騎、假面騎士Meteor、假面騎士龍玄    |
| 櫻     | 假面騎士瓦爾基麗 、假面騎士Nadeshiko、假面騎士Poppy   |

惡魔城
原文： / 
2071年，支配世界的惡魔位於天空的住所，外形與TV本篇的死亡之徒基地酷似。

## 登場人物

### 假面騎士
五十嵐一輝（いがらし・いっき）（前田拳太郎飾）
假面騎士REVI的變身者，五十嵐一家的長子。
在幸福澡堂撿到百瀨秀夫不慎落下的工作證，並發現裡面有一張約50年歷史的新幹綫車票，而決定前往關東鐵道整備站，將工作證歸還于其，途中遇到從2071年來的龍之介以及剛復蘇不久的迪亞布羅，在將剛變身成假面騎士CENTURY的百瀨兩父子帶離整備站后，又隨飛羽真和倫太郎的相助，以及自己的勸説才得以壓制對方。
在知曉迪亞布羅位於富士山后，決定自己一人對戰已完全復活的迪亞布羅不果，更在百瀨兩父子的及時支援和飛羽真與拜斯的及時歸來而脫險，最後四人騎士一起對戰迪亞布羅。
事件結束后邀請各位前往幸福澡堂光顧。
拜斯（木村昴聲）
假面騎士VICE的變身者，一輝體內所寄宿的惡魔。
跟隨一輝一同參訪位於關東的鐵道整備站，看到許多新幹綫時大爲興奮，但途中遇到從2071年來的龍之介以及剛復蘇不久的迪亞布羅，在將剛變身成假面騎士CENTURY的百瀨兩父子帶離整備站后，又隨飛羽真和倫太郎的相助才得以壓制對方。
其後與飛羽真、倫太郎、尤里、大二和櫻的精神體被穿梭到2071年，后被老年狩崎賦予克隆騎士的力量，對抗惡魔騎士軍團，返回2021年後，與一輝一同變身成新蝗蟲基因組、再與飛羽真和百瀨兩父子一同對戰迪亞布羅。
事件過後，打破第四面墻告誡觀衆一定要遵守約定，會發生好事也説不定。
神山飛羽真（かみやま・とうま）（內藤秀一郎飾）
假面騎士聖刃（第二任）和假面騎士十聖刃的變身者，知名小說家。
本已退隱的他，卻因迪亞布羅的復活以及克里斯帕的作亂，而重新被賦予火炎劍烈火，與一輝和拜斯重逢，對戰陷入暴走的假面騎士CENTURY。
其後與倫太郎、尤里、拜斯、大二和櫻的精神體被穿梭到2071年，后被老年狩崎賦予克隆騎士的力量，對抗惡魔騎士軍團，返回2021年後，重新被賦予刃王劍十聖刃的力量，與一輝、拜斯和百瀨兩父子一同對戰迪亞布羅。
事件結束后獲一輝的邀請，前往幸福澡堂光顧。
五十嵐大二（いがらし・だいじ）（日向亘飾）
假面騎士LIVE的變身者，五十嵐一家的次子，一輝的弟弟，菲尼克斯的分隊長。
奉命前往修卡研究所遺址一探究竟，發現死亡之徒潛入其中的痕跡、巨大的修卡標志和百瀨龍之介的資料，其後與飛羽真、倫太郎、尤里、拜斯和櫻的精神體被穿梭到2071年，后被老年狩崎賦予克隆騎士的力量，對抗惡魔騎士軍團，返回2021年后前往復活節島，協助賢人對戰愛迪生·克里斯帕。
五十嵐櫻（いがらし・さくら）（井本彩花飾）
假面騎士JEANNE的變身者，五十嵐一家的小女兒，一輝和大二的妹妹。
與飛羽真、倫太郎、尤里、拜斯和大二的精神體被穿梭到2071年，后被老年狩崎賦予克隆騎士的力量，對抗惡魔騎士軍團，返回2021年后前往極南基地，協助蓮對戰卑彌呼·克里斯帕。
門田廣見（かどた・ひろみ）（小松準彌飾）
假面騎士DEMONS（第一任）的變身者，菲尼克斯的分隊長。
初次遇到尤里時反應打到拿出手槍電話50來指向對方的頭，后被狩崎阻止，其後奉命將龍之介帶回菲尼克斯接受調查，途中迪亞布羅再次來襲，便上前阻攔結果反被打倒而被解除變身。
部署好作戰計劃后，與神代兩兄妹前往阿拉斯加，誓要賭上菲尼克斯的聲譽，對戰死亡之徒。
新堂倫太郎（しんどう・りんたろう）（山口貴也飾）
假面騎士Blades（第二任）的變身者。
與芽依和尾上兩父子首次到訪幸福澡堂，與一輝重逢，在泡澡途中因接獲不明怪人侵襲的信息而匆匆忙忙返回極北基地，后奉命將火炎劍烈火歸還給飛羽真，其後與飛羽真一輝和拜斯對戰陷入暴走的假面騎士CENTURY，其後與飛羽真、尤里、拜斯、大二和櫻的精神體被穿梭到2071年，后被老年狩崎賦予克隆騎士的力量，對抗惡魔騎士軍團，返回2021年后前往埃及，協助大秦寺廟對戰古夫·克里斯帕。
事件結束后獲一輝的邀請，前往幸福澡堂光顧。
富加宮賢人（ふかみや・けんと）（青木瞭飾）
假面騎士Espada（第二任）的變身者。
與蓮一同前往復活節島，對戰愛迪生·克里斯帕，結果遭到列奧尼達斯·克里斯帕的偷襲，因此好漢不吃眼前虧，馬上撤退。
部署好作戰計劃后，再次返回復活節島並對戰敵人，直到大二過來支援。
事件結束后獲一輝的邀請，前往幸福澡堂光顧。
尾上亮（おがみ・りょう）（生島勇輝飾）
假面騎士Buster（第二任）的變身者。
與兒子、芽依和倫太郎首次到訪幸福澡堂，其後與大秦寺一同前往埃及，對戰古夫·克里斯帕，結果戰敗撤退。
部署好作戰計劃后，改前往西伯利亞對戰列奧尼達斯·克里斯帕，直到尤里過來支援。
事件結束后獲一輝的邀請，前往幸福澡堂光顧。
緋道蓮（あかみち・れん）（富樫慧士飾）
假面騎士劍斬（第二任）的變身者。
與賢人一同前往復活節島，對戰愛迪生·克里斯帕，結果遭到列奧尼達斯·克里斯帕的偷襲，因此好漢不吃眼前虧，馬上撤退。
部署好作戰計劃后，改前往極南基地對戰卑彌呼·克里斯帕，直到櫻過來支援。
事件結束后獲一輝的邀請，前往幸福澡堂光顧。
大秦寺哲雄（だいしんじ・てつお）（岡宏明飾）
假面騎士Slash的變身者。
與亮一同前往埃及，對戰古夫·克里斯帕，結果戰敗撤退。
部署好作戰計劃后，再次返回埃及並對戰敵人，直到倫太郎過來支援。
事件結束后獲一輝的邀請，前往幸福澡堂光顧。
尤里（市川知宏飾）
假面騎士最光的變身者。
向菲尼克斯的廣見和狩崎告知已經有劍士前往埃及去對抗古夫·克里斯帕，其後與飛羽真、倫太郎、拜斯、大二和櫻的精神體被穿梭到2071年，后被老年狩崎賦予克隆騎士的力量，對抗惡魔騎士軍團，返回2021年后前往西伯利亞，協助亮對戰列奧尼達斯·克里斯帕。
事件結束后獲一輝的邀請，前往幸福澡堂光顧。
神代玲花（しんだい・れいか）（安潔拉芽衣飾）
假面騎士Sabela的變身者。
與兄長發現卑彌呼·克里斯帕現身在極南基地外，與其交戰，結果戰敗撤退。
部署好作戰計劃后，與玲花和廣見前往阿拉斯加，對戰死亡之徒。
事件結束后獲一輝的邀請，前往幸福澡堂光顧。
神代凌牙（しんだい・りょうが）（庄野崎謙飾）
假面騎士Durendal的變身者。
與妹妹發現卑彌呼·克里斯帕現身在極南基地外，與其交戰，結果戰敗撤退。
部署好作戰計劃后，與凌牙和廣見前往阿拉斯加，對戰死亡之徒。
事件結束后獲一輝的邀請，前往幸福澡堂光顧。
蘇菲亞（知念里奈飾）
假面騎士Calibur（第四任）的變身者，真理之劍的管理者。
因感知有不祥之事的發生，而委托倫太郎將火炎劍烈火歸還給已退隱的飛羽真，在部署好作戰計劃后不久，便前往阿拉斯加，協助廣見和神代兩兄妹擊倒無數下級基夫。
事件結束后獲一輝的邀請，前往幸福澡堂光顧。
本鄉猛（藤岡真威人飾）
假面騎士1號的變身者。
十項全能，智力過高，因而被修卡看上而被俘虜為進行改造實驗，在被改造前因一句「對人類有益的是科學」而讓龍之介漸漸良心發現。
在腦部除外的全身被改造后，逃離修卡，漸漸的以假面騎士的身份，不斷對抗修卡，留下了無數的佳話，但同時也象徵了改造人的悲劇。
事件結束后以幻影出現在龍之介眼前，並向其道謝賦予了改造人的力量，以假面騎士的精神拯救、守護許多人類，後者繼承其精神和意念，履行假面騎士的使命。

### 《假面騎士REVICE》原主要人物
五十嵐幸實（いがらし・ゆきみ）（映美綺羅飾）
五十嵐三兄妹的母親。
因自家幸福澡堂推出親子歡樂周的一系列優惠而忙碌著。
五十嵐元太（いがらし・げんた）（戶次重幸飾）
五十嵐三兄妹的父親。
因自家幸福澡堂推出親子歡樂周的一系列優惠而忙碌著。
喬治·狩崎（じょーじ・かりざき）（濱尾範高飾）
菲尼克斯的天才科學家，騎士系統的開發者。
于本作中出現來自2071年的另一個喬治·狩崎，那時的他已經是個白髮飄飄的老人家，也掌握了當時最先進的系統，研發出旋速驅動器和克隆騎士，試圖將人類的未來和希望寄托於50年前的假面騎士，在見證因假面騎士CENTURY完全變身后，便將遺存下來的新蝗蟲罪惡印章交托給拜斯，作爲獎勵。
而2021年的喬治·狩崎，則從大二手中掌握到了修卡和百瀨龍之介的相關訊息，其後與真理之劍開始部署作戰計劃，在一衆假面騎士出發后，和芽依留在天空基地待命、觀察局勢，卻為無法掌握迪亞布羅的下落而煩惱，結果因芽依的一句話「龍之介可是一切的關鍵」瞬間覺得事態嚴重。
阿奎萊拉（淺倉唯飾）
死亡之徒的女王。
根據變色龍·死囚的情報，潛入修卡研究所遺址，並解除迪亞布羅印章的封印，三人都一致認爲基夫復蘇有望，后前往阿拉斯加與廣見和神代兩兄妹對戰而戰勝，最後憑著手背上的印章底部圖形，終於打通第五道光柱。
歐魯特卡（關隼汰飾）
死亡之徒的幹部之一，大王烏賊·死囚的變身者。
根據變色龍·死囚的情報，潛入修卡研究所遺址，並首次發現克里斯帕印章，三人都一致認爲基夫復蘇有望，后前往阿拉斯加與廣見和神代兩兄妹對戰而戰勝，撤退之際還召喚出下級基夫攔住對方。
胡里歐（八條院藏人飾）
死亡之徒的幹部之一，野狼·死囚的變身者。
根據變色龍·死囚的情報，潛入修卡研究所遺址，並一睹修卡過去所留下的資料，三人都一致認爲基夫復蘇有望，后前往阿拉斯加與廣見和神代兩兄妹對戰而戰勝。
變色龍·死囚（田邊和也飾）
死亡之徒的成員之一，以若林優次郎為外型變化的怪人。
利用菲尼克斯的權限，協助死亡之徒搜集到修卡研究所遺址的位置，其後協助死亡之徒擊倒廣見和神代兩兄妹。

### 《假面騎士聖刃》原主要人物
須藤芽依（すどう・めい）（川津明日香飾）
神山飛羽真的責任編輯。
與倫太郎和尾上兩父子首次到訪幸福澡堂，其後菲尼克斯與真理之劍部署好作戰計劃，為應對和阻止惡魔迪亞布羅的完全復蘇，期盼倫太郎等人凱旋歸來，而留在天空基地待命、觀察局勢。
尾上空（おがみ・そら）（番家天嵩飾）
尾上亮和桐谷晴香的獨生子。
與父親尾上亮、倫太郎和芽依到訪幸福澡堂。

### 本作登場人物
百瀨龍之介（中尾明慶飾）
修卡的研究員兼科學家，假面騎士CENTURY的變身者，1938年12月9日生，長崎縣出生。
原本從事遺傳基因研究，但因所發表的學説有違道德倫理而被封殺，前途一片迷茫，直到被修卡招攬才得以繼續他的研究和實驗，間接成爲協助修卡作亂的幫凶。
在準備為被俘獲過來的年輕人本鄉猛進行改造實驗后，因被對方感化而決定逃離修卡不果，被當作召喚惡魔迪亞布羅的實驗對象，結果因迪亞布羅力量過强而連同其他失敗品一起被流放到宇宙，陰差陽錯下穿越蟲洞來到世界被惡魔支配的2071年，抵達后接著被惡魔騎士軍團追殺，所幸經老年狩崎的協助下得以脫困，后被托付旋速驅動器，並以精神體的狀態穿越時空來到2021年，與兒子秀夫重逢。
在迪亞布羅復蘇后，兩次追殺龍之介，期間龍之介不得已之下借用兒子秀夫的身體，首次變身成假面騎士CENTURY，但由於是强行使用而陷入暴走，敵我不分的打，更無法合二爲一地變身，直到在一輝的勸説下才討個求救。
之後利用驅動器將飛羽真、倫太郎、尤里、拜斯、大二和櫻的精神體穿梭到2071年，抵擋惡魔騎士軍團的侵襲，而自己則因兒子秀夫所保留的新幹綫車票而兩父子相互吐露心聲，最後和好如初，並與一輝、拜斯和飛羽真一同對戰迪亞布羅。
事件結束后，由於未來被改寫，而連同在未來的軀體也一起被消失，在消失前被呈幻影狀態的本鄉猛道謝，造就了假面騎士的精神不滅般的延續，而欣慰不已。
百瀨秀夫（古田新太、城戶俊嶺（童年）飾）
百瀬龍之介之子，假面騎士CENTURY的變身者。
小時候喜歡與父親一同欣賞新幹綫，但因龍之介埋首于工作甚至棄家不顧的關係而憎恨他，但現在又平時因忙於新幹線的工作，反而也與兒子百瀬真一的相處關係漸行漸遠。
直到意外重逢多年未見的父親龍之介，還因迪亞布羅的侵襲而被龍之介借用身體來變身成假面騎士CENTURY，起初因過去的種種而拒絕相助，但因各自所保存下來的新幹綫車票而讓兩父子開始相互吐露心聲，最後冰釋前嫌、和好如初，並與一輝、拜斯和飛羽真一同對戰迪亞布羅。
事件結束后帶兒子真一一起搭乘新幹綫，遵從父親龍之介的遺言。
百瀬真一（宇野蓮人飾）
百瀬秀夫的兒子和百瀨龍之介的孫子。
修卡幹部（立木文彦飾）
本作中登場的修卡幹部成員。
相中百瀨龍之介對科學的貢獻，而拉攏其加入修卡，為修卡製造出無數怪人，但是在龍之介試圖逃離修卡的途中，反過來將其抓回去，打算進行復蘇迪亞布羅的改造實驗，結果被迪亞布羅反殺而死。

## 本作限定登場假面騎士/形態

### 假面騎士CENTURY
變身者：百瀬兩父子（替身演員：小森拓真、CV：中尾明慶+古田新太）
原文： / Kamen Rider CENTURY
名稱由來：世紀

#### 形態
| 形態名稱                                                              | 簡介 | 外觀                                                   | 能力 | 必殺技 |
| Initial and Berserker Form (Century Break) 初始兼暴走形態（世紀爆裂） | 原文： 百瀬龍之介強行借用百瀬秀夫的身體，使用 旋速驅動器 變身的形態。 身高：202.1cm 體重：99.2kg 拳擊力：81.2t 踢擊力：52.1t 跳躍力：66.8m 行動速度：100m / 1.7秒。 | 全身以白、銀、孔雀藍、紅色為主，外型結合了蜈蚣的特徵。 | 在初始、未完整的形態下，便可使用量子能量「センチュリアンタム（Centuriantum）」來實現自我量子化，以便進行高速、瞬移戰，也可使用圓環粒子「デストサイクロン（Destcyclone）」來展開具備攻守一體之技能的齒輪形武裝，但由於是在不經過副持有人的同意下强行變身，而產生了失控、暴走的狀態，更甚無法變身。 在完整兼基本形態下追加了透明面罩、胸甲、手甲和腿甲，達到了「一心同體」的關鍵條件，齒輪形武裝被追加多一個，亦追加了製造跳臺的用途，此形態下的拳打脚踢的威力更是足以能與惡魔迪亞布羅不相上下。 此外，在「一心同體」的情況下亦能化成新幹線形能量體，進行高速移動，以迅雷不及掩耳的形勢擊退敵人。 | 騎士拳（Rider Punch） 原文： 該型態所屬的必殺拳擊。 騎士踢（Rider Kick） 原文： 該型態所屬的必殺踢擊。 Cyclotron Finish 原文： 該型態所屬的超必殺技。 |
| Default 基本形態                                                      | 百瀬龍之介與百瀬秀夫同時使用 旋速驅動器 變身的形態。 身高：202.1cm 體重：100.0kg 拳擊力：100.0t 踢擊力：100.0t 跳躍力：100.0m 行動速度：100m / 0.1秒。              | 全身以白、銀、孔雀藍、紅色為主，外型結合了蜈蚣的特徵。 | 在初始、未完整的形態下，便可使用量子能量「センチュリアンタム（Centuriantum）」來實現自我量子化，以便進行高速、瞬移戰，也可使用圓環粒子「デストサイクロン（Destcyclone）」來展開具備攻守一體之技能的齒輪形武裝，但由於是在不經過副持有人的同意下强行變身，而產生了失控、暴走的狀態，更甚無法變身。 在完整兼基本形態下追加了透明面罩、胸甲、手甲和腿甲，達到了「一心同體」的關鍵條件，齒輪形武裝被追加多一個，亦追加了製造跳臺的用途，此形態下的拳打脚踢的威力更是足以能與惡魔迪亞布羅不相上下。 此外，在「一心同體」的情況下亦能化成新幹線形能量體，進行高速移動，以迅雷不及掩耳的形勢擊退敵人。 | 騎士拳（Rider Punch） 原文： 該型態所屬的必殺拳擊。 騎士踢（Rider Kick） 原文： 該型態所屬的必殺踢擊。 Cyclotron Finish 原文： 該型態所屬的超必殺技。 |

### 假面騎士REVICE

#### 假面騎士REVI
變身者：五十嵐一輝（替身演員：繩田雄哉、CV：前田拳太郎）
原文： / 
| 形態名稱                      | 簡介 | 外觀                                                         | 能力 | 必殺技                                                          |
| Neo Batta Genome 新蝗蟲基因組 | 原文： 搭配 Neo Batta Vistamp 變身的形態，為假面騎士REVI的衍生型態。 身高：201.5cm 體重：79.7kg 拳擊力：8.6t 踢擊力：41.2t 跳躍力：68.1m 行動速度：100m / 4.0秒。 | 全身以粉紅、黑、紫色為主，外型結合了的躍升蝗蟲和蝗蟲的特徵。 | 擁有新蝗蟲基因情報的能力。 裝甲形狀以空氣動力學的優秀形狀，能分散受到的衝擊來提高防禦性能，同時減輕自身空氣阻力，提高運動性。 腿部結合新蝗蟲能力能使出超跳躍力。 右腳裝備減震裝置「新蝗蟲減震器」來防止跳躍和踢擊時因強力腳力的反動導致自損，具有吸收衝擊的機構。 | Neo Batta Stamping Finish 原文： 該型態所屬的必殺技（騎士踢）。 |

#### 假面騎士VICE
變身者：拜斯（替身演員：永德、CV：木村昂）
原文： / 
| 形態名稱                      | 簡介 | 外觀                                                             | 能力 | 必殺技                                                          |
| Neo Batta Genome 新蝗蟲基因組 | 原文： 假面騎士REVI 使用 Neo Batta Vistamp 變身後跟隨變身的形態，為假面騎士VICE的衍生型態。 身高：202.2cm 體重：81.3kg 拳擊力：8.3t 踢擊力：39.7t 跳躍力：71.1m 行動速度：100m / 3.9秒。 | 全身以粉紅、黑、螢光黃色為主，外型結合了的躍升蝗蟲和蝗蟲的特徵。 | 擁有新蝗蟲基因情報的能力。 圍巾能產生特殊的量子場來提高惡魔的體能。 左腳裝備強化跳躍力裝置「新蝗蟲跳躍者」，能使出在單跳就達到71.1m的跳躍力。 尾巴能捲為螺旋狀化為彈簧，來吸收落下時造成的衝擊力。 | Neo Batta Stamping Finish 原文： 該型態所屬的必殺技（騎士踢）。 |

#### 合體變身
原文： / Remix Henshin
| 形態名稱                      | 簡介                                                                 | 外觀                                                           | 能力                                                                                               | 必殺技                           |
| Revice Condor REVICE禿鷹      | 原文： 假面騎士REVI 和 假面騎士VICE 以禿鷹基因組合體變身後的形態。   | 全身以粉紅、黑、灰、紫色為主，外型為禿鷹，外觀與REVICE鷲相似。 | 以鷲的能力為基礎，在設計上無視平衡後所誕生的戰鬥力特化姿態。                                       | Condor Stamping Finish 原文：    |
| Revice Neo Batta REVICE新蝗蟲 | 原文： 假面騎士REVI 和 假面騎士VICE 以新蝗蟲基因組合體變身後的形態。 | 全身以粉紅、黑、紫、螢光黃色為主，外型為蝗蟲。                 | 成為體現閃耀未來的蝗蟲，除了擁有超跳躍力，還能使用比翼飛行，並且能運用內置在印章內的量子操作能力。 | Neo Batta Stamping Finish 原文： |

## 本作登場怪人
- 迪亞布羅[注 27]

原文： / 
罪惡印章：迪亞布羅印章
身高：不明
體重：不明
特色 / 能力：光彈 / 屏障 / 巨大化
（替身演員：清水麟太郎、CV：上田燿司）
2021年，阿奎萊拉將迪亞布羅罪惡印章的封印解除後出現的惡魔，與TV本篇的基夫是親戚關係，連威力能與其匹敵。
1971年被解封時，其威力足以暫時擊垮修卡，需在世界各地完成一幅巨大的逆五芒星的圖案才能完全復活，甚至還能巨大化。
最後被CENTURY、XROSS聖刃和REVICE四人假面騎士徹底消滅。
- 卑彌呼·克里斯帕

原文： / 
克里斯帕印章：卑彌呼克里斯帕印章
身高：不明
體重：不明
特色 / 能力：火焰攻擊
（替身演員：宇佐見紗風、CV：松本梨香）
擁有卑彌呼基因情報的怪人。
除了可以自由操縱火焰燒毀周圍的敵人之外，還擁有召喚遮光器土偶等超能力。
現身于極南基地，打通第一道光柱，先後與神代兩兄妹和蓮以及櫻交戰，最後被后兩者消滅。
- 古夫·克里斯帕

原文： / 
克里斯帕印章：古夫克里斯帕印章
身高：不明
體重：不明
特色 / 能力：爪撃 / 飛行能力
（替身演員：鍜治洸太朗、CV：森川智之）
擁有古夫基因情報的怪人。
擅長使用鋒利的爪子進行攻擊，並且還具有飛行能力。
現身于埃及古夫金字塔頂上，打通第二道光柱，先後與亮、大秦寺和倫太郎交戰，最後被后兩者消滅。
- 愛迪生·克里斯帕

原文： / 
克里斯帕印章：愛迪生克里斯帕印章
身高：不明
體重：不明
特色 / 能力：電撃 / 劍術
（替身演員：伊藤茂騎、CV：中尾隆聖）
擁有愛迪生基因情報的怪人。
發出強大的電擊並使用劍術進行戰鬥。
現身于復活節島上，先後與蓮、賢人和大二交戰，最後被后兩者消滅。
- 列奧尼達斯·克里斯帕

原文： / 
克里斯帕印章：列奧尼達斯克里斯帕印章
身高：不明
體重：不明
特色 / 能力：使用棍棒和盾牌戰鬥 / 怪力
（替身演員：高田將司、CV：玄田哲章）
擁有列奧尼達斯基因情報的怪人。
裝備著棍棒和盾牌，以其驚人的怪力毫不留情地擊倒敵人，並能將棍棒投擲出去並同時使其巨大化，可對擊中的目標造成猛烈的衝擊。
首次現身就偷襲賢人和蓮，並協助愛迪生·克里斯帕打通第三道光柱，后前往西伯利亞打通第四道光柱，與前來阻止的亮和尤里交戰，最後被消滅。

## 本作登場道具

### 變身道具
- 旋速驅動器

原文： /  CYCLOTRON DRIVER 
CV：津田健次郎
由2071年的喬治·狩崎所開發的變身道具，也是假面騎士CENTURY的變身腰帶，更是唯一一個未採用罪惡印章系統的變身道具，具備吸收他人（包括持有人）精神體，以便能夠穿越時空的技能，但限時僅數個小時，唯有持有人與親屬的遺傳基因相同才能合二爲一地變身。
在歷史被改寫後，該驅動器便徹底從時空中消失。
按下右側按鈕進行穿越時空，音效為「Ready! Done!」。
變身方式：同時按下兩側的按鈕點亮驅動器正中央的核心，再次按下按鈕後即可變身成基本形態，音效為：「CENTURY（センチュリー）！」。
按下兩側腰帶按鈕狀態下開啟電源進入暴走變身模式，變身成CENTURY BREAK，音效為：「CENTURY（センチュリー）！」。
變身的狀態下同時按下兩側的按鈕進入必殺技待機狀態後，按下左側、右側或同時按下兩側按鈕發動必殺技或超必殺技。
按下右側按鈕必殺技為：「Rider Punch（ライダーパンチ）！」；按下左側按鈕必殺技為：「Rider Kick（ライダーキック）！」；同時按下兩側按鈕的超必殺技為：「Cyclotron Finish（サイクロトロンフイニッシュ）！」。

### 罪惡印章（Vistamp）
| 英文名稱  | 日文名稱   | 中文名稱 | 對應假面騎士 | 音效 | 能力                                                                         | 備註 |
| --------- | ---------- | -------- | ------------ | --- | ---------------------------------------------------------------------------- | --- |
| Neo Batta | ネオバッタ | 新蝗蟲   | 《》         | 待機音效「Ne! Ne! Neo Batta!（ネ！ネ！ネオバッタ！）」 變身音效「Hiyaku o chikatta! Kibou to natta! Neo Batta! ja~naito! （飛躍を誓った！希望となった！ネオバッタ！リバイスじゃ～ないと！）」 合體變身音效「Hissatsu! Kawatta! Mata! Neo Batta! （必殺！変わった！また！ネオバッタ！）」 | 假面騎士REVI和假面騎士VICE：轉換形態成新蝗蟲基因組及合體變身成REVICE新蝗蟲。 | 存放蝗蟲遺傳基因情報和假面騎士ZERO-ONE形象的印章型道具。 由2071年的喬治·狩崎託付給拜斯，在歷史被改寫後，該罪惡印章徹底從時空中消失，之後於《假面騎士REVICE》本篇第22話由2021年的狩崎正式製造出來。 |

### 克里斯帕印章（CRISPR Stamp）
CRISPR Stamp一覽 
| 英文名稱 | 日文名稱   | 中文名稱   | 能力                         | 備註                                 |
| -------- | ---------- | ---------- | ---------------------------- | ------------------------------------ |
| Himiko   | ヒミコ     | 卑彌呼     | 孕育出卑彌呼・克里斯帕。     | 存放卑彌呼基因情報的印章型道具。     |
| Khufu    | クフ       | 古夫       | 孕育出古夫・克里斯帕。       | 存放古夫基因情報的印章型道具。       |
| Edison   | エジソン   | 愛迪生     | 孕育出愛迪生・克里斯帕。     | 存放愛迪生基因情報的印章型道具。     |
| Leonidas | レオニダス | 列奧尼達斯 | 孕育出列奧尼達斯・克里斯帕。 | 存放列奧尼達斯基因情報的印章型道具。 |

## 樂曲
「 Promise 」
- 演唱：Da-iCE
- 作詞：花村想太 / MEG.ME
- 作曲：花村想太 / Louis(Natural Lag) / 福田智樹(Natural Lag) / MEG.ME
- 編曲：CHOKKAKU

## 其他聲音演出
- 修卡 - 關智一
- REVICE驅動器：雙側驅動器、自由驅動器 - 藤森慎吾
- 聖劍SWORD驅動器：變身系統音效 - 大塚明夫、坂本英三
- DEMONS驅動器：津田健次郎

## 製作人員
- 原作 - 石之森章太郎
- 劇本 - 毛利亘宏
- 導演 - 柴崎貴行
- 音樂 - 中川幸太郎、山下康介
- 動作導演 - 渡邊淳
- 特攝導演 - 佛田洋
- 製作 - 「ビヨンド・ジェネレーションズ」製作委員會（東映 / TV朝日 / 東映視訊 / ADK EM / 木下工務店 / 萬代）

## 外部連結
- 官方網站 （页面存档备份，存于）
- 互联网电影数据库（IMDb）上《假面騎士Beyond Generations》的资料（英文）